# João Maria Menezes Bezerra
João Maria Menezes Bezerra, más conocido como Barata (Carnaubais, Brasil, 5 de junio de 1972), es un exfutbolista brasileño que ocupaba la posición de delantero. Tras su retirada, en los últimos años ha ejercido de entrenador en diferentes equipos del fútbol brasileño.

## Equipos como jugador
| Club           | País     | Año       |
| -------------- | -------- | --------- |
| Fluminense FC  | Brasil   |           |
| Guarani FC     | Brasil   | ?-1998    |
| CP Mérida      | España   | 1998-1999 |
| CD Tenerife    | España   | 1999-2001 |
| SC Braga       | Portugal | 2001-2002 |
| CD Tenerife    | España   | 2002-2004 |
| AA Ponte Preta | Brasil   | 2004-2005 |
| ABC FC         | Brasil   | 2005-2006 |